# Enrico Montazio

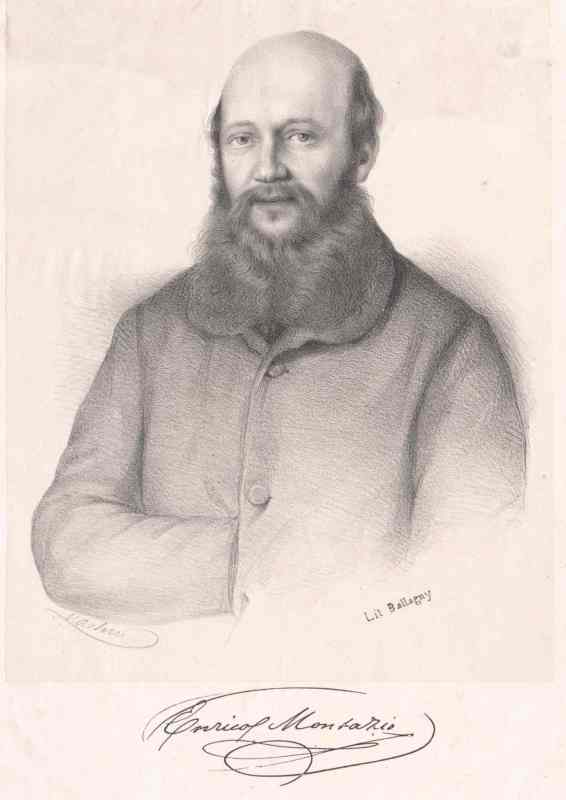
Enrico Montazio.

Enrico Montazio, den 28 september 1816 i Portico di Romagna, död den 22 oktober 1886 i Florens, var en italiensk tidningsman och romanförfattare.
Montazio uppsatte 1843 i Florens "Rivista di Firenze", som blev ett framstående pressorgan, och 1848 den demokratiska tidningen "Il popolano", vilken ådrog honom anklagelse för majestätsbrott, femårigt 
fängelsestraff och landsförvisning. Derefter grundade han i Paris "L'appel" och i London längre fram "La presse de Londrés". Återkommen till hemlandet 1860, övertog han i Turin redaktionen av "Mondo illustrato" och "Rivista contemporanea", men flyttade 1865 sin verksamhet till Florens. Montazio var en av sin tids största mångskrivare. Antalet av hans romaner (tidningsföljetonger) uppgår till omkring 70. Därtill kommer åtskilliga lustspel samt en mängd biografier, bland annat en över fru Ristori.